# مامة
قرية مامة وهي قرية تتبع مدينة الدبس وتقع في محافظة كركوك شمال العراق.